# Rhombodera fusca
Rhombodera fusca är en bönsyrseart som beskrevs av Atilio Lombardo 1992. Rhombodera fusca ingår i släktet Rhombodera och familjen Mantidae. Inga underarter finns listade i Catalogue of Life.